# Frakanava-Dolnja Pulja
Frakanava-Dolnja Pulja (njemački: Frankenau-Unterpullendorf, mađarski: Répcesarud-Alsópulya) je općina u austrijskoj saveznoj državi Gradišće s većinskim hrvatskim stanovništvom, administrativno pripada Kotaru Gornja Pulja.

## Stanovništvo
Frakanava-Dolnja Pulja prema podacima iz 2010. godine ima 1.169 stanovnika. Općina je 2001. godine imala 1.248 stanovnika od čega 1.004 Hrvata, 193 Nijemaca, 16 Mađara i 2 Slovaka.

## Naselja u općini
- Frankenau,
- Mučindrof (Großmutschen),
- Pervane (Kleinmutschen),
- Dolnja Pulja

## Vanjske poveznice
- Internet stranica naselja